# Салапераугис
Салапераугис (лит. Salaperaugis) — деревня в Калварийском самоуправлении Мариямпольского уезда Литвы. Входит в состав Любавасского староства.

## География
Деревня расположена на юго-западе Литвы, в пределах Судувской возвышенности, на восточном берегу озера Салапераугис, на расстоянии приблизительно 26 километров к юго-западу от города Мариямполе, административного центра уезда. Абсолютная высота — 183 метра над уровнем моря.
Ближайшие населённые пункты: Сауселис, Сабалявас, Сенабудис, Шаркис, Казлавас.
Климат
Климат деревни характеризуется как умеренно континентальный с чертами морского (Dfb в классификации климатов Кёппена).

## История
В 1827 году в деревне Салопироги имелось 20 домов и проживал 113 человек.
В 1888 году в населённом пункте числилось 220 человек. В национальной структуре населения большинство составляли литовцы (189 человек), остальные — евреи.. В административном отношении деревня входила в состав гмины Любово Кальварийского уезда Сувалкской губернии.

## Население
По данным официальной переписи 2011 года численность населения Салапераугиса составляла 210 человек (102 мужчины и 108 женщин).